# Plecotus macrobullaris
Vous lisez un « article de qualité » labellisé en 2019.
Oreillard montagnard, Oreillard alpin
Espèce
Synonymes
- Plecotus auritus macrobullaris Kuzjakin, 1965
- Plecotus alpinus Keifer & Veith, 2002
- Plecotus microdontus Spitzenberger, 2002

Statut de conservation UICN

 LC  : Préoccupation mineure
L'Oreillard montagnard (Plecotus macrobullaris) ou Oreillard alpin est une espèce de chauves-souris de la famille des Vespertilionidae peuplant les massifs montagneux du sud-ouest et du centre du Paléarctique, des Pyrénées au Moyen-Orient. Il mesure environ cinq centimètres du bout du museau à la base de la queue, pour un poids de 6 à 10 g et une envergure de 24 à 30 cm. Comme tous les membres du genre Plecotus, il possède d'immenses oreilles, qui mesurent les trois quarts de la longueur de son corps. Il ressemble fortement à l'Oreillard roux (P. auritus), à l'Oreillard gris (P. austriacus) et à l'Oreillard des Balkans (P. kolombatovici), qui partagent en partie son aire de répartition, mais se distingue notamment de ces espèces par un petit triangle charnu sur la lèvre inférieure.
Espèce décrite en 1965 par Kuzjakin dans le Caucase, l'Oreillard montagnard se rencontre depuis le niveau de la mer jusqu'à 2 800 mètres d'altitude, mais s'il peut fréquenter les côtes et les plaines, il reste une espèce essentiellement montagnarde affectionnant les zones escarpées. Son régime alimentaire est presque exclusivement constitué de papillons de nuit, qu'il capture en milieux ouverts. Les colonies de mise-bas sont situées dans les combles ou les clochers d'églises, dans d'autres bâtiments, dans des crevasses rocheuses ou dans des éboulis. Elles comptent de quelques femelles à quelques dizaines de femelles, qui mettent bas en juin-juillet et qui restent avec leur jeune jusqu'en septembre.
Sa morphologie intermédiaire entre celle des oreillards roux et gris a fait que cette espèce distincte est demeurée non reconnue comme telle jusqu'au début du XXIe siècle — avec l'essor des outils génétiques —, bien qu'un nom scientifique, publié en 1965, concernant les populations du Caucase russe ait été exhumé pour le désigner. Deux lignées mitochondriales majeures existent, avec une zone de contact dans les Alpes dinariques, et sont parfois traitées comme des sous-espèces distinctes, mais leur statut reste à confirmer. Bien que la taille des populations et leurs tendances démographiques soient inconnues, l'Union internationale pour la conservation de la nature considère l'espèce comme de « préoccupation mineure ».

## Description

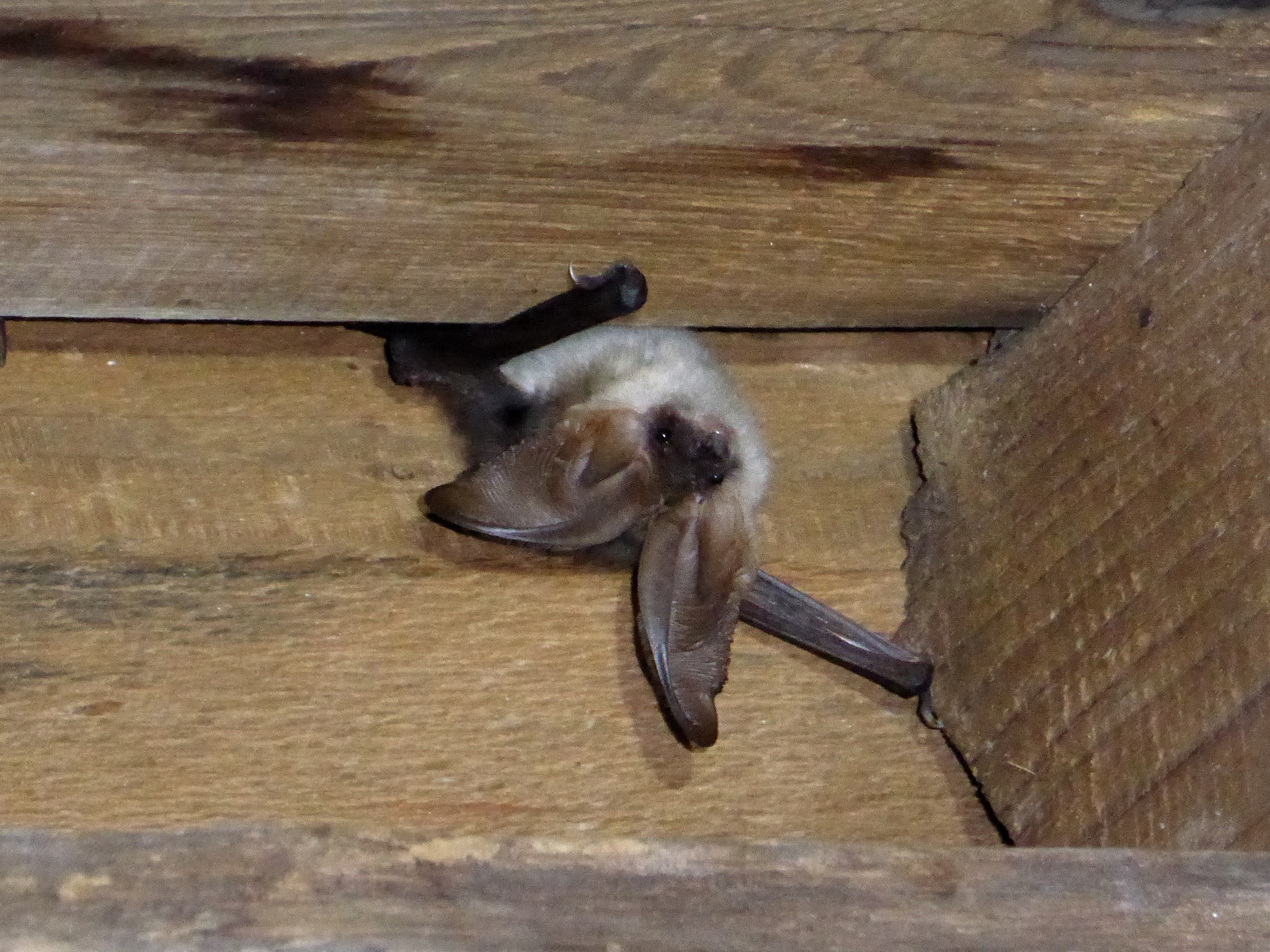
Un Oreillard montagnard dans une colonie de mise-bas à Léaz (Ain, France).

### Morphologie externe
L'Oreillard montagnard est un oreillard (genre Plecotus) de taille moyenne à grande, pesant entre 6 et 10 grammes, dont la tête et le corps mesurent 46 à 55 mm de long. L'avant-bras mesure de 37,3 à 46 mm, pour une envergure comprise entre 24 et 30 centimètres. Comme tous les membres du genre Plecotus, l'Oreillard montagnard a de très grandes oreilles, qui mesurent de 34 à 38 mm, avec un tragus mesurant 5 à 6 mm de long. Le pied mesure 6,6 à 9,0 mm, le pouce 5,5 à 7,9 mm, et sa griffe 0,9 à 3,6 mm. Comme chez la plupart des chauves-souris, les femelles sont en moyenne plus grandes que les mâles.
Les oreilles sont brun clair, le tragus aussi, avec la base de couleur chair. Les yeux sont assez grands et noirs, la face est brun foncé. Le pelage est dense et long, à dominante gris clair sur le dos, avec des poils bicolores, sombres à leur base et plus clairs à leur pointe,. Le pelage ventral est parfois blanc pur, mais souvent blanchâtre avec des traces jaunâtres sur les côtés du cou et les épaules. Le patagium est brun clair, glabre.

### Émissions sonores
Comme les autres oreillards, l'Oreillard montagnard émet des fréquences modulées, abruptes et marquées de plusieurs harmoniques. Les fréquences terminales sont de 10-25 kHz et la largeur de bande est de 17-35 kHz. La première harmonique commence autour de 46 kHz et se termine vers 23 kHz avec un pic de fréquence autour de 35 kHz, la seconde harmonique commence autour des 67 kHz et ne chevauche pas la première,. Ces cris durent de 1 à 7 ms, pouvant être aussi courts que 0,8 ms dans les environnements encombrés, ou durer jusqu'à 7,3 ms dans les environnements bien dégagés. Plus le signal est long, plus les fréquences utilisées sont basses. Les caractéristiques de ces émissions recouvrent celles d'autres espèces d'oreillards coexistant avec l'Oreillard montagnard, et leur structure est particulièrement proche de celle de l'Oreillard gris (P austriacus), bien que le montagnard soit plus étroitement apparenté avec l'Oreillard roux (P. auritus).

### Caractères crâniens

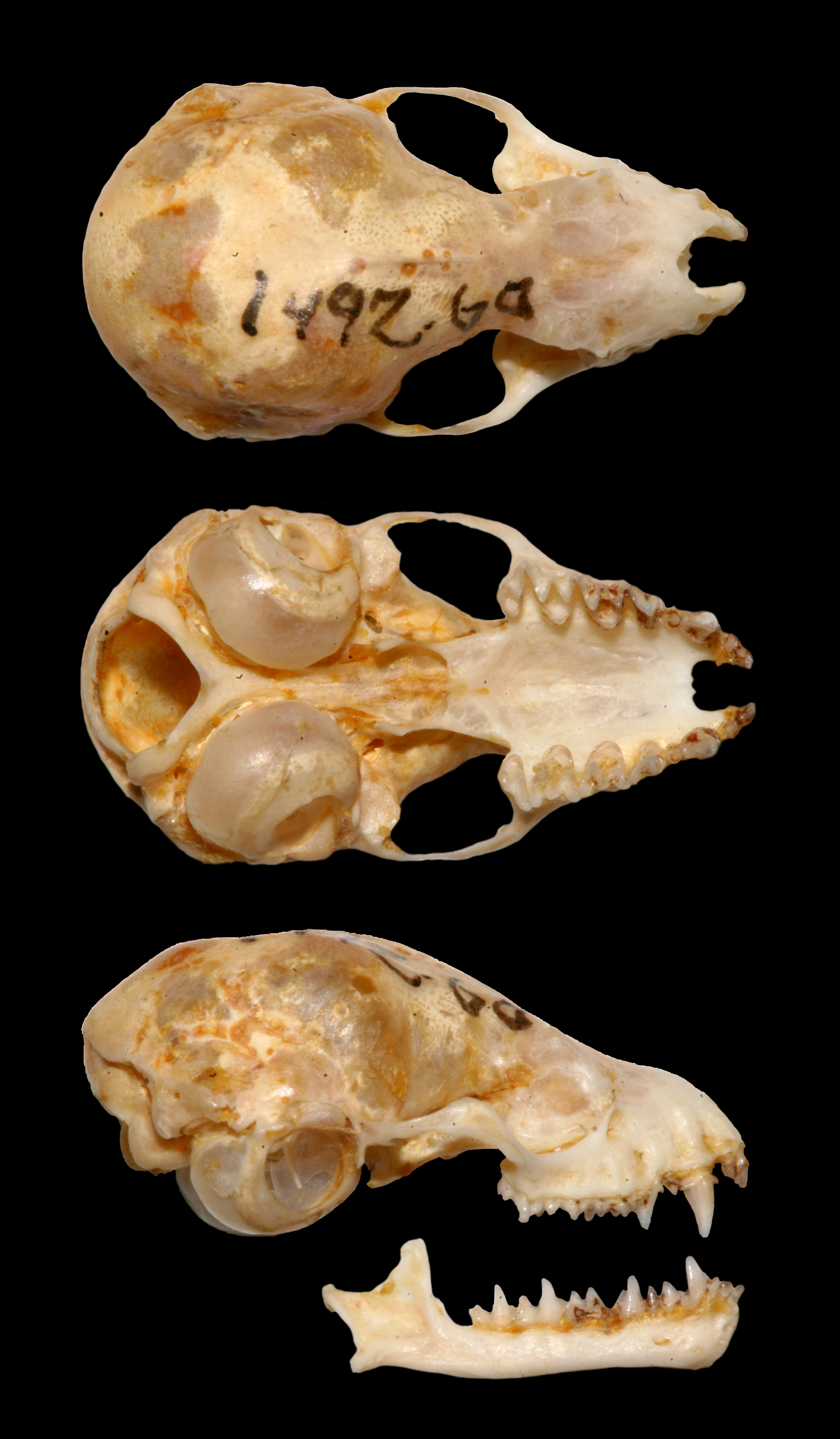
Vue dorsale, ventrale et latérale d'un crâne et vue latérale de la mandibule d'un Oreillard montagnard conservé au Muséum d'histoire naturelle de Genève (MHNG-MAM-1492.060). Le spécimen, une femelle, a été collecté en juillet 1946 par Villy Aellen dans le Val Müstair, aux Grisons (Suisse).

La formule dentaire de l'Oreillard montagnard est la suivante (incisives, canines, prémolaires, molaires) : 2.1.2.33.1.3.3 × 2 = 36. Son crâne est semblable à celui des autres oreillards, et les espèces du genre sont difficiles à distinguer sans l'utilisation de multiples critères (voir le paragraphe Espèces similaires). La plus grande longueur du crâne est de 15,9-18,3 mm (en moyenne 17,0 mm), la longueur condylocanine (mesurée depuis la partie la plus postérieure des condyles occipitaux jusqu'au bord antérieur de la canine) de 14,1–16,1 mm (en moyenne 15,1 mm), la longueur condylobasale de 14,7–16,9 mm (en moyenne 15,8 mm), la hauteur de la boîte crânienne de 7,1–8,1 mm (en moyenne 7,6 mm), la largeur de la boîte crânienne de 7,7–9,3 mm (en moyenne 8,5 mm), la largeur interorbitale de 3,1–3,9 mm (en moyenne 3,5 mm), le diamètre de la bulle tympanique de 4,2–4,9 mm (en moyenne 4,6 mm), la largeur de la partie antérieure du palais de 3,4–4,2 mm (en moyenne 3,8 mm), la largeur du maxillaire de 5,9–6,7 mm (en moyenne 6,3 mm), la longueur de la rangée dentaire supérieure mesurée depuis la première incisive jusqu'à la troisième molaire de 6,3–7,2 mm (en moyenne 6,7 mm) et la longueur de la rangée dentaire supérieure mesurée depuis la canine jusqu'à la troisième molaire de 5,3–6,3 mm (en moyenne 5,6 mm),,,.

### Espèces similaires

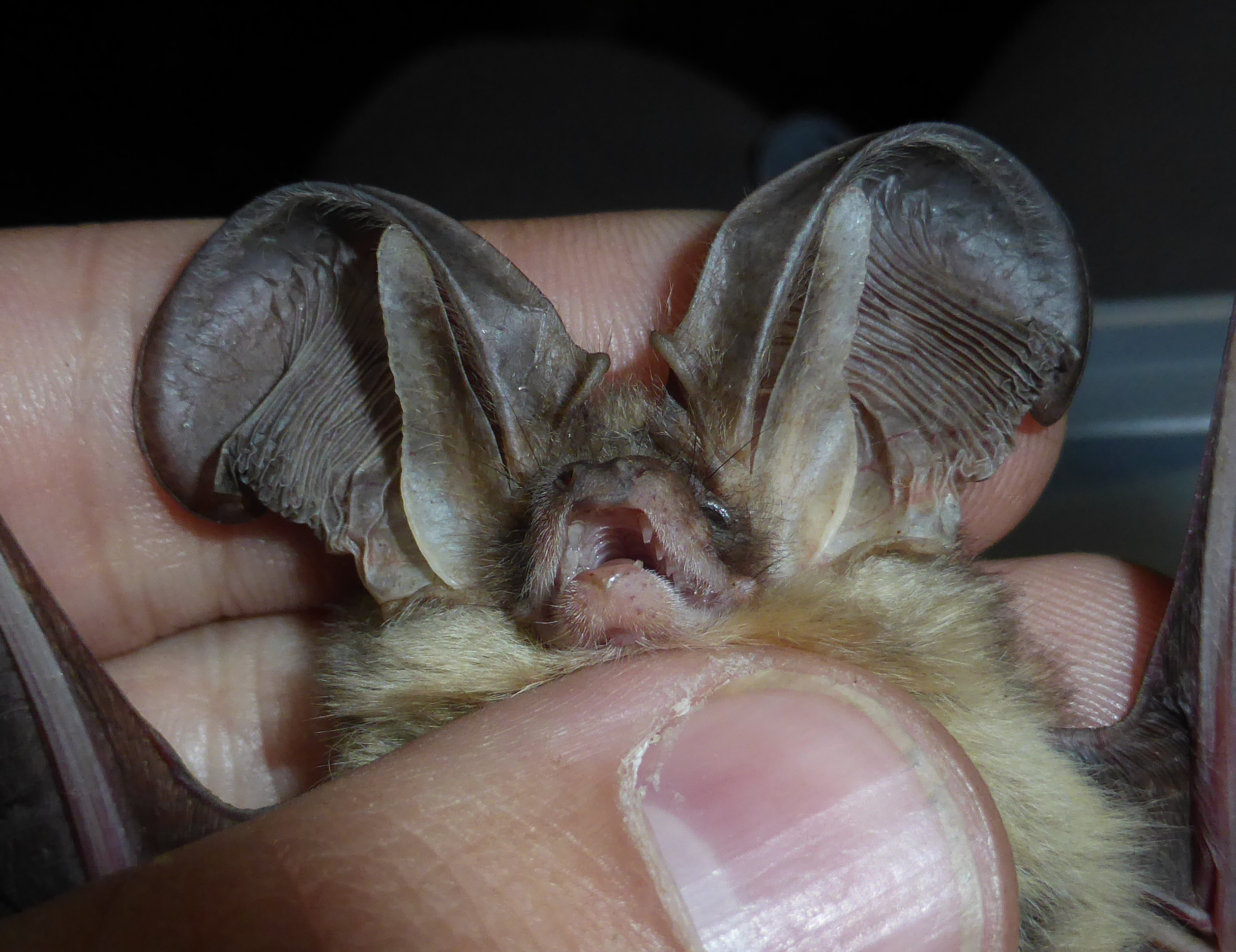
Détail de la tête d'un Oreillard montagnard photographié à Vezzani, en Corse. La forme du triangle charnu à bords concaves sur la lèvre inférieure est un caractère diagnostique pour l'espèce.

Dans de nombreuses zones d'Europe, l'Oreillard montagnard coexiste avec l'Oreillard roux (P. auritus), l'Oreillard gris (P. austriacus) et l'Oreillard des Balkans (P. kolombatovici), desquels il est difficile à différencier. En moyenne, l'Oreillard montagnard est légèrement plus grand que le roux, et son masque facial est moins marqué que chez le gris. La coloration du tragus (couleur chair sur le tiers basal et pigmenté de gris en son extrémité), le poil très blanc sur le ventre et à pointes foncées sur le dos sont donnés comme critères complémentaires, mais il existe une très forte variation dans la coloration du pelage, qui peut varier du gris au brun pour les trois espèces d'Europe de l'Ouest. La longueur du pouce a également été donnée comme diagnostique pour distinguer l'Oreillard montagnard — dont le pouce mesure plus de 6,2 mm — du gris ou de celui des Balkans — dont le pouce mesure moins de 6,6 mm,. Le meilleur caractère distinctif pour identifier l'Oreillard montagnard des deux autres espèces reste un triangle charnu présent sur la lèvre inférieure, d'une forme distinctive en triangle aux bords concaves, se terminant en pointe vers le menton.

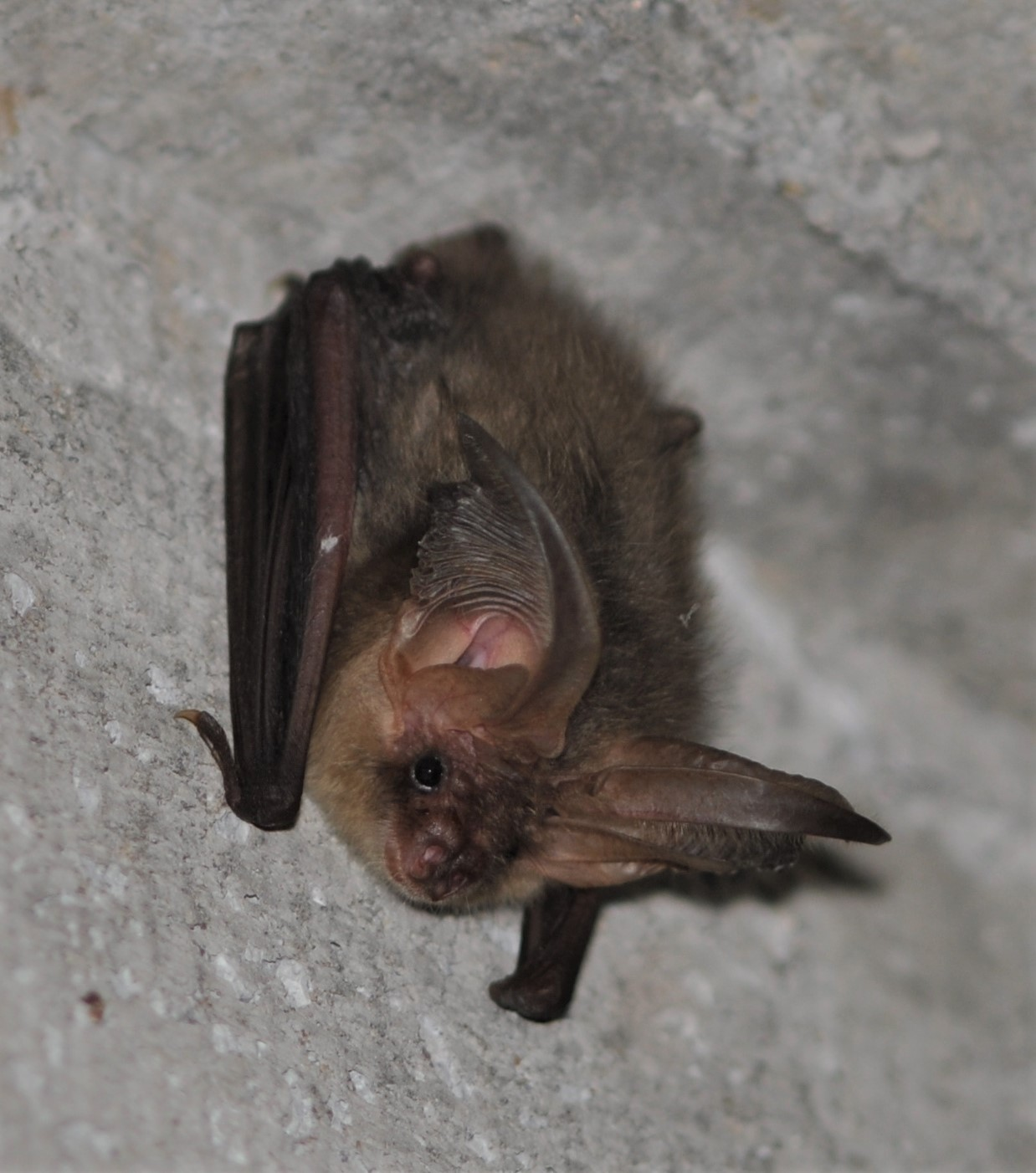
L'Oreillard roux (Plecotus auritus) est l'une des espèces dont la morphologie externe est des plus ressemblantes à celle de l'Oreillard montagnard.

Chez les mâles, la forme du pénis peut aussi servir de caractère distinctif : chez l'Oreillard montagnard, le pénis a des bords parallèles et il se termine en pointe ; chez l'Oreillard gris et l'Oreillard des Balkans, les bords s'élargissent et l'extrémité du pénis est arrondie ; enfin, chez l'Oreillard roux, le pénis est globalement conique, les bords se rapprochant régulièrement depuis la base jusqu'à la pointe. Pour les individus mâles morts, la taille et la forme du baculum (l'os pénien) est également diagnostique d'une espèce à l'autre : l'Oreillard roux a un baculum nettement plus grand et allongé que ceux du montagnard et du gris, et la base du baculum est plus massive chez l'Oreillard montagnard que chez les deux autres espèces.
Pour les spécimens adultes, différents caractères crâniens peuvent permettre l'identification des oreillards européens. La longueur de la rangée dentaire et de la bulle tympanique sont parfois données comme diagnostiques,, mais un grand recouvrement existe entre l'Oreillard roux (crâne aux petites dimensions), l'Oreillard montagnard (intermédiaire) et l'Oreillard gris (grandes dimensions). D'après une étude réalisée en Croatie, le crâne de l'Oreillard des Balkans est encore plus difficile à différencier de celui de l'Oreillard montagnard, mais la largeur inter-orbitale figurerait parmi les meilleurs caractères séparant ces deux espèces, mesurant en moyenne 3,30 mm chez l'Oreillard des Balkans et 3,57 mm chez le montagnard. Sur les crânes intacts, une combinaison de treize caractères crâniens permet de distinguer les quatre oreillards d'Europe continentale (le montagnard, le roux, le gris et celui des Balkans).
Toutes ces espèces d'oreillards se distinguent sans ambiguïté sur la base de marqueurs mitochondriaux, que ce soit le cytochrome b (cyt-b) et la région de contrôle du mitogénome (CR),, la première sous-unité de la cytochrome c oxydase (COI) et l'ARN ribosomique 16S. Pour permettre une identification moléculaire par simple PCR sans besoin de séquençage, plusieurs amorces ont été mises au point pour amplifier des fragments du 16S de tailles différentes et diagnostiques de P. macrobullaris, P. austriacus et deux lignées de P. auritus.

## Écologie et comportement

### Alimentation

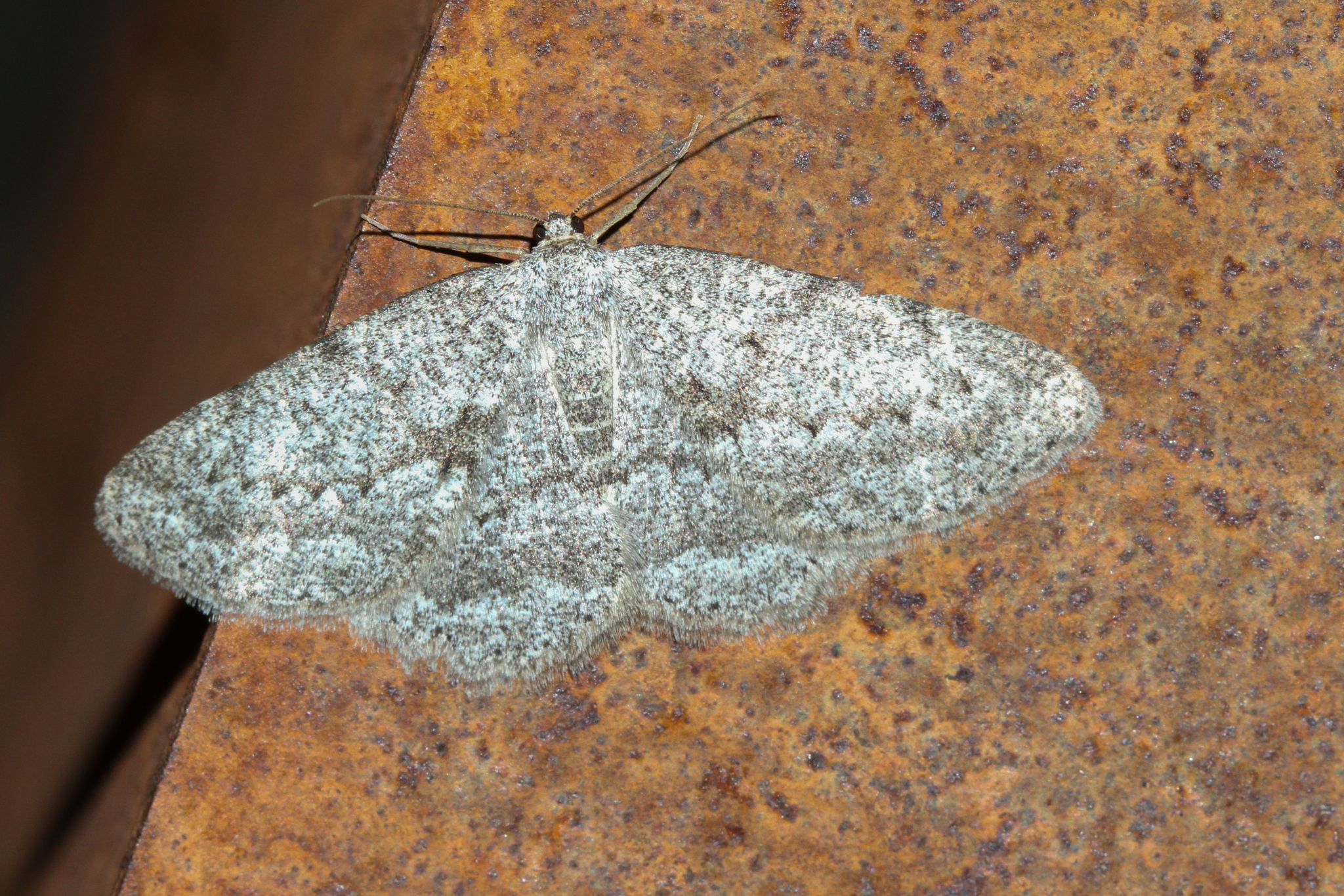
La Gnophos claire (Yezognophos dilucidaria), géomètre montagnard, a été identifiée génétiquement dans le guano d'Oreillards montagnards gîtant en plaine dans le bassin genevois.

En Europe de l'Ouest, le régime alimentaire de l'Oreillard montagnard est essentiellement constitué de papillons de nuit (entre 87 et 98 %), notamment de la famille des Noctuidae. Il compte aussi des diptères et coléoptères,,. En Turquie, la présence de restes d'hémiptères et d'orthoptères dans les crottes a été rapportée. En plus des lépidoptères, diptères et coléoptères, les études par métabarcoding de crottes ont livré en petites proportions des araignées, hémiptères, hyménoptères et névroptères, ainsi que quelques blattes, trichoptères, dermaptères, mécoptères, orthoptères, psoques et raphidioptères. La détection génétique de mouches tachinaires (diptères de la famille des Tachinidae) provient probablement de la consommation par les chauves-souris de chenilles de noctuelles infectées par les larves de ces insectes parasitoïdes. De nombreux papillons de nuit disposant d'organes tympaniques, et détectant donc les cris d'écholocalisation de la plupart des chauves-souris, ont été retrouvés dans le régime alimentaire de l'Oreillard montagnard. En effet, les oreillards sont des chauves-souris dites « chuchoteuses » ou « murmurantes », connues pour émettre en chasse des cris de très faible intensité leur permettant de consommer les papillons tympanés qui les éviteraient sinon,. À l'inverse, ils utilisent leur vision et l'écoute passive de leurs proies pour les détecter et les capturer,. Par rapport aux autres oreillards partageant son aire de distribution, l'Oreillard montagnard chasse dans des milieux ouverts ou montagneux (prairies, pelouses, pentes, éboulis et habitats rocheux). Parmi les proies de son régime alimentaire reflétant bien ses préférences écologiques distinctes, on peut notamment citer les noctuelles Euxoa aquilina et Bryophila domestica, ou les géomètres Gnophos furvata, Hemistola chrysoprasaria, Horisme radicaria, Nychiodes obscuraria et Yezognophos dilucidaria.

### Déplacements
Comme les autres oreillards, l'Oreillard montagnard se déplace globalement peu pour s'alimenter, les terrains de chasse se trouvant généralement à moins de 4 kilomètres du gîte,,. Cependant, des déplacements de 7 km dans une nuit de chasse dans les Pyrénées, ou de 9 km en Corse ont été rapportés. Les terrains de chasse couvrent plusieurs centaines d'hectares, jusqu'à plus de 4 000 ha pour certains individus. En Arménie, un déplacement de 79 km initialement attribué à l'Oreillard gris avant la découverte de l'Oreillard montagnard pourrait bien concerner cette dernière espèce.

### Reproduction

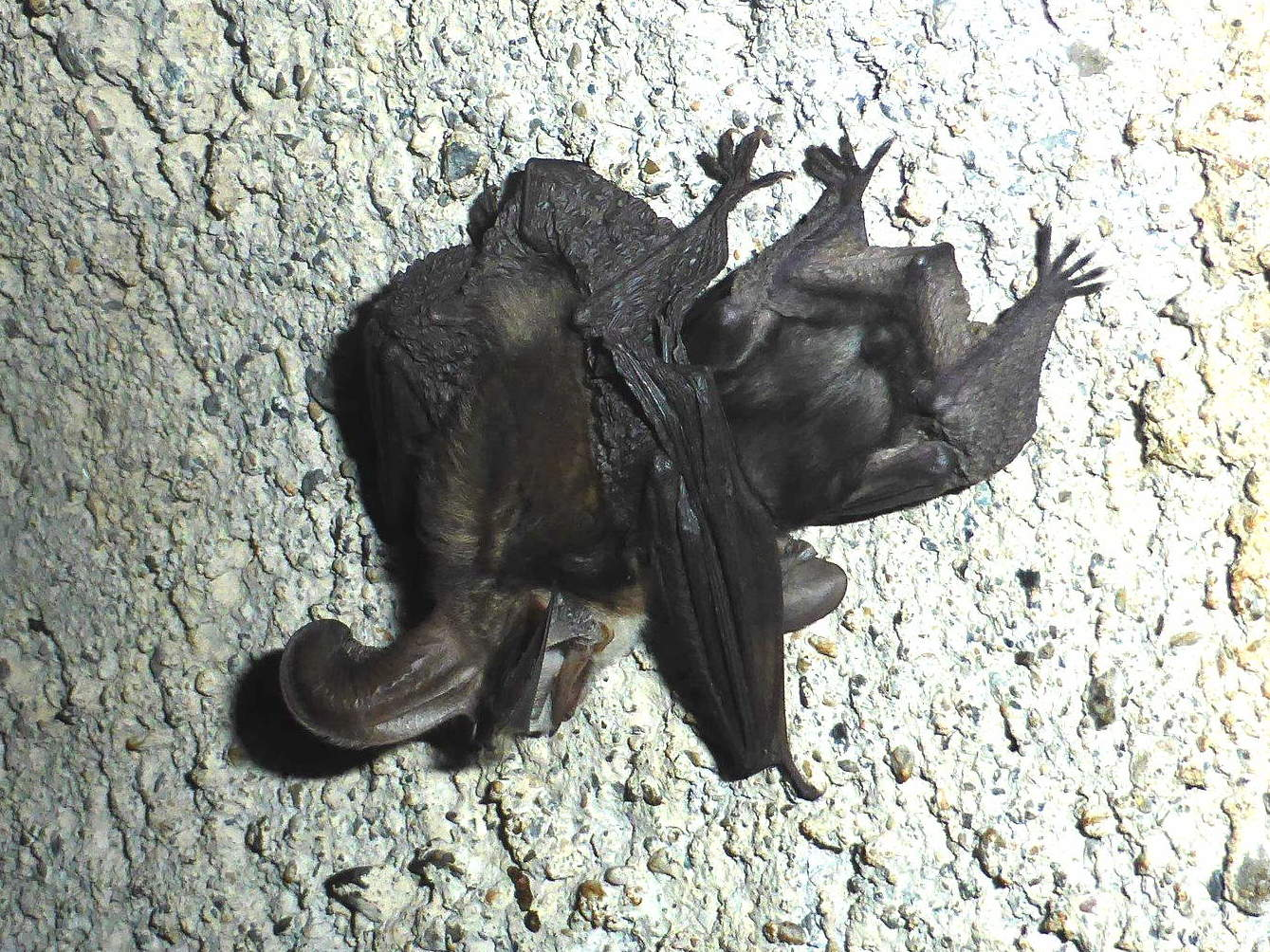
Une mère et son jeune photographiés au gîte, en Isère.

Bien que son proche cousin l'Oreillard roux (P. auritus) soit l'espèce la plus commune sur les sites de regroupements automnaux (aussi connus sous le nom d'essaimage ou de « swarming ») où ont probablement lieu le choix des partenaires et l'accouplement, ce comportement n'est pas connu chez l'Oreillard montagnard. L'essentiel des colonies de mise-bas connues sont situées dans des bâtiments, dans les charpentes couvertes de pierre, de zinc, d'ardoises ou de bois. Les suivis télémétriques d'individus dans les Pyrénées ont cependant montré que l'espèce pouvait également établir ses sites de parturition en milieu rocheux, dans les crevasses comme dans les éboulis, en haute-montagne. En milieu bâti, les Oreillards montagnards sont très fidèles à leur site de mise-bas, qu'ils réinvestissent d'une année sur l'autre. La fidélité au gîte est un peu plus faible concernant les colonies établies dans des crevasses, et encore plus faible dans les éboulis. Le sexe et le statut reproducteur affecte aussi la fidélité des individus à leurs gîtes, les femelles allaitantes ne changeant quasiment pas de gîte, les femelles nullipares étant un peu plus mobiles et les mâles changeant de gîte quasiment tous les jours. Les colonies de mise-bas de l'Oreillard montagnard comptent généralement 5 à 25 femelles, mais des colonies comptant une centaine d'individus, jeunes compris, existent notamment en France,. Ces colonies comptent des femelles nullipares, et la présence occasionnelle de mâles a également été signalée. La mise-bas a lieu entre juin et juillet et les jeunes restent au gîte avec les adultes jusqu'en septembre.

### Hibernation
Peu de données sont connues sur l'hibernation de l'Oreillard montagnard. Seules deux mentions, d'individus hibernant dans des grottes à plus de 2 000 m d'altitude dans les Pyrénées et dans les Alpes slovènes, ont rétrospectivement été attribuées à cette espèce après sa découverte.

### Interaction avec les autres chiroptères
L'Oreillard montagnard forme des colonies monospécifiques, mais en Europe centrale l'espèce a été notée pouvant partager un même bâtiment avec l'Oreillard roux (P. auritus) ou l'Oreillard des Balkans (P. kolombatovici). En Iran, l'espèce peut également partager une même grotte avec le Rhinolophe de Blasius (Rhinolophus blasii), le Minioptère pâle (Miniopterus pallidus), le Petit Murin (Myotis blythii) ou le Murin de Schaub (M. schaubi).

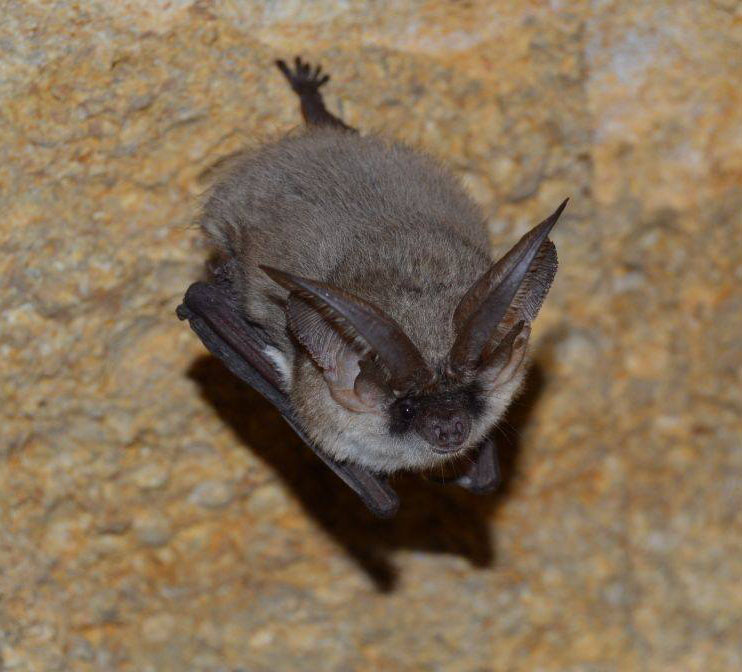
L'Oreillard gris (P. austriacus), ici un individu d'Odessa (Ukraine), a une écologie très proche de l'Oreillard montagnard, et il a été proposé que les deux espèces s'excluent mutuellement.

Certains auteurs ont suggéré que l'Oreillard montagnard et l'Oreillard gris (P. austriacus) répondent au principe d'exclusion compétitive (ou principe de Gause), c'est-à-dire qu'ils partagereaint des écologies similaires empêchant leur coexistence durable dans le temps,. Plusieurs arguments sont avancés en ce sens. Ces deux espèces ont des cris d'écholocalisation et un comportement de vol très proches, chassent en milieux ouverts le même type de proies, des papillons de nuit. À l'échelle régionale, ces deux oreillards présentent parfois des répartitions parapatriques (c'est-à-dire adjacentes et sans superposition), comme en Suisse où l'Oreillard montagnard se trouve essentiellement dans les Alpes au sud du pays, et l'Oreillard gris est cantonné au nord du pays,, ou en Croatie où le montagnard occupe les zones karstiques et le gris les plaines. Dans les Pyrénées, une ségrégation altitudinale est observée, l'Oreillard montagnard se trouvant à haute altitude et le gris dans les zones plus basses. Si cette hypothèse peut localement sembler valable, elle est cependant peu cohérente avec d'autres éléments. La distribution de l'Oreillard montagnard est fortement liée aux massifs montagneux sur l'ensemble de son aire de répartition, et notamment au Proche-Orient où l'Oreillard gris n'est pourtant pas présent. Pourtant, selon le principe de Gause on devrait s'attendre à ce que l'Oreillard montagnard occupe une niche bien plus large dans ces zones en l'absence de la compétition interspécifique avec l'Oreillard gris. En outre, de nombreuses zones de sympatrie des deux espèces existent, comme dans les Pyrénées, dans les pré-alpes françaises, sur le canton de Genève, et dans les Alpes dinariques, mettant également à mal le principe de Gause. L'étude du régime alimentaire par métabarcoding des déjections a en outre montré que les ressemblances superficielles du régime alimentaire des oreillards s'estompaient sitôt que les proies étaient identifiées plus finement. Oreillard montagnard et oreillard gris tendent à moins fréquenter les forêts que l'Oreillard roux (P. auritus), mais l'Oreillard montagnard se distingue des deux autres par la présence de proies de milieux très ouverts, trouvées en altitude, dans les prairies et pelouses, même quand les gîtes hébergeant les colonies sont situés en plaine.

### Prédateurs et parasites
Des restes d'oreillards retrouvés dans des pelotes de réjection d'Effraie des clochers (Tyto alba), en Crète, et initialement attribués à l'Oreillard gris concernent plus vraisemblablement l'Oreillard montagnard.
Comme toutes les espèces de chauves-souris, l'Oreillard montagnard peut être l'hôte de différents groupes de parasites, mais peu de données ont été publiées à ce sujet depuis sa description. L'acarien Spinturnix plecotina — de la famille des Spinturnicidae et qui parasite d'autres vespertilionidés et notamment des oreillards — a été identifié chez P. macrobullaris en Albanie et en Turquie,, ainsi que la protonymphe d'un acarien du genre Ornithonyssus, de la famille des Macronyssidae. La tique Dermacentor marginatus a été signalée chez un Oreillard montagnard capturé en Turquie, mais correspond probablement à un cas accidentel.

## Répartition et habitat

### Distribution géographique

Répartition approximative de l'Oreillard montagnard selon l'UICN et Alberdi & Aizpurua (2018). Les localités types des différents taxons sont indiquées par des étoiles.
Plecotus macrobullaris alpinus
Plecotus macrobullaris macrobullaris

L'Oreillard montagnard est la seule espèce de chauves-souris du Paléarctique dont la répartition est restreinte aux massifs montagneux. Il vit dans les chaînes de montagnes dans le sud-ouest et le centre du Paléarctique, ainsi que dans leurs piémonts et leurs proches environs.
À l'ouest, sa répartition commence dans les Pyrénées, entre l'Espagne et la France,, puis couvre l'ensemble des Alpes : dans le sud-est de la France,, tout le nord de l'Italie,, au Liechtenstein et en Suisse,,, en Autriche et en Slovénie. L'Oreillard montagnard est également présent en Corse, bien que sa répartition exacte soit méconnue du fait des difficultés à le différencier de l'Oreillard gris qui se trouve également sur l'île. Dans la péninsule des Balkans, la répartition de l'espèce est limitée aux Alpes dinariques, au Pinde et au mont Olympe,, et concerne les pays suivants : Croatie, Bosnie-Herzégovine, Serbie, Monténégro, Albanie, Macédoine et Grèce. Dans ce dernier pays, l'Oreillard montagnard est également présent sur l'île de Crète, où il a été capturé dans la plupart des zones montagneuses. Au Proche-Orient, l'Oreillard montagnard peuple les monts Kaçkar du nord de l'Anatolie, et les monts Taurus au sud de cette région. Plus à l'ouest, il vit dans le Grand Caucase, en Géorgie et en Russie,, et dans le Petit Caucase, en Arménie et en Azerbaïdjan. Plus au sud on le trouve dans l'Elbourz et les monts Zagros, en Iran. Enfin, une population est connue de l'Anti-Liban, en Syrie.

### Distribution altitudinale
L'Oreillard montagnard est une espèce essentiellement montagnarde, mais sa distribution altitudinale peut varier fortement d'une région à une autre, et globalement l'espèce est distribuée depuis le niveau de la mer jusqu'à près de 2 800 mètres d'altitude. Dans les Pyrénées et les monts Zagros, l'essentiel des signalements sont situés à plus de 1 500 m d'altitude. Dans les régions montagneuses très escarpées, l'Oreillard montagnard vit aussi bien à très haute altitude que près des côtes ou en plaine. En Corse par exemple, l'espèce semble distribuée sur tout le gradient altitudinal, de 0 à plus de 2 000 m,. Il en va de même dans l'arc Alpin, ou des nurseries ont été trouvées à plus de 2 000 m d'altitude mais où des colonies sont connues en basses altitudes comme dans les calanques marseillaises, dans les plaines slovènes entre 300 et 600 m, dans le bassin genevois à 430 m d'altitude, ou en Croatie où l'essentiel des colonies sont situées à moins de 800 m d'altitude.

### Habitat

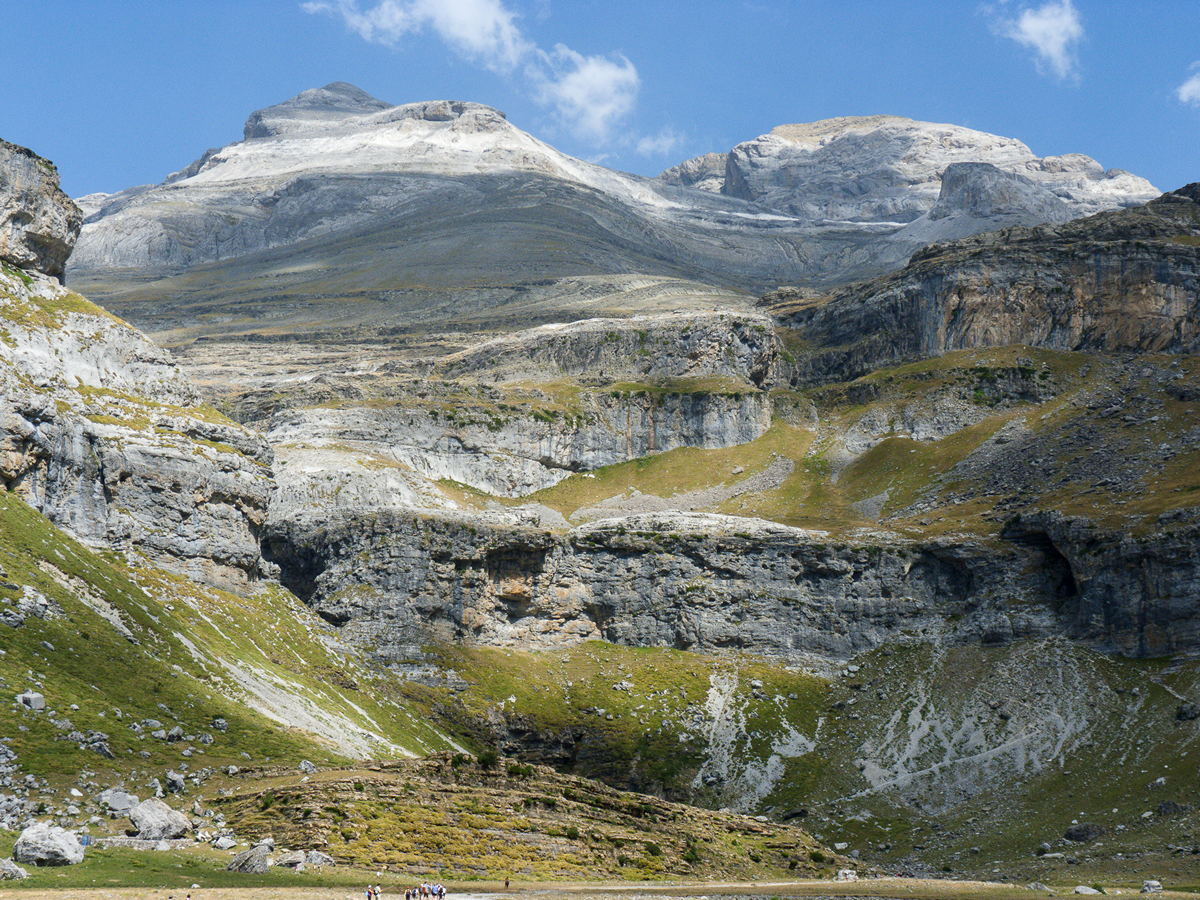
Dans les Pyrénées, comme ici dans le parc national d'Ordesa et du Mont-Perdu, l'Oreillard montagnard chasse dans les prairies alpines au-dessus de la limite des arbres, et trouve refuge dans les crevasses et les éboulis rocheux.

Une étude de modélisation de la niche écologique de l'Oreillard montagnard a montré que sa répartition semble avant tout contrainte par des facteurs topographiques plutôt que climatiques : l'espèce n'est pas principalement cantonnée aux zones montagneuses pour leur climat froid, mais pour leur topographie particulière. Ainsi, comparée à celles de tous les mammifères et oiseaux européens, la répartition géographique de l'Oreillard montagnard se rapproche beaucoup de celle d'oiseaux peuplant des zones très escarpées, comme la Niverolle alpine (Montifringilla nivalis), le Chocard à bec jaune (Pyrrhocorax graculus), le Tichodrome échelette (Tichodroma muraria), et l'Accenteur alpin (Prunella collaris). La cinquième espèce à la distribution la plus similaire est un mammifère, le Campagnol des neiges (Chionomys nivalis). L'importance relativement faible du climat se retrouve d'ailleurs dans la diversité de milieux peuplés par l'Oreillard montagnard, des montagnes extrêmement froides et pluvieuses des Alpes, aux massifs très secs et chauds du Proche-Orient. Ces terrains escarpés procurent possiblement à cet oreillard les zones rocheuses et ouvertes qui sont propices à sa technique de chasse et à l'établissement de ses colonies de mise-bas. L'Oreillard montagnard est probablement à l'origine une espèce liée aux milieux karstiques, offrant de nombreuses crevasses, éboulis et grottes. Dans le sud-est de son aire de répartition, l'espèce est communément trouvée dans des grottes, et elle est également trouvée dans les environnements calcaires dans les Pyrénées et les Balkans.
Dans les Pyrénées, le suivi télémétrique d'individus capturés en haute altitude a montré que l'Oreillard montagnard utilisait essentiellement des crevasses rocheuses comme gîte, et des éboulis pour établir ses colonies de mise-bas. À l'inverse, dans les Alpes les sites de mise-bas connus de l'espèce se trouvent systématiquement dans les bâtiments, et l'espèce est l'une des plus communes dans les combles et clochers d'églises. Cette différence est peut-être expliquée par le climat globalement plus froid dans les Alpes (de 2 °C) qui pousse les chauves-souris à privilégier la relative chaleur des bâtiments, ou par un biais de prospection favorisant la découverte des colonies dans le milieu bâti. Les cavités arboricoles ne semblent pas utilisées pour établir les colonies de mise-bas, même quand elles sont disponibles, mais la mention d'un individu mâle dans une telle cavité est connue. Pour les colonies situées dans les bâtiments, l'environnement immédiat tend à être plutôt forestier dans les Alpes, et elles sont entourées par ou proches de forêts décidues dans les Pyrénées, mais les colonies établies dans les zones rocheuses ont tendance à être situées près de prairies ou de forêts ouvertes,.
De nombreux indices directs et indirects laissent penser que l'Oreillard montagnard chasse dans les milieux ouverts, au moins dans les Pyrénées : il a été capturé chassant à proximité du sol dans les pelouses d'altitude, bien au-dessus de la limite des arbres, de nombreuses colonies sont situées loin de tout environnement forestier et la caractérisation précise de son régime alimentaire a livré des espèces de papillons de nuit typiques des milieux ouverts. En Italie, des suivis télémétriques ont également montré que l'Oreillard montagnard évitait les zones boisées. À l'inverse, en Croatie et dans les Alpes suisses, l'Oreillard montagnard a été décrit comme chassant en forêt décidue ou privilégiant le couvert végétal structuré verticalement.

## Systématique

### Taxinomie
Le zoologiste russe Alexandre Kouziakine (dont le nom est transcrit en « Kuzjakin » pour la citation d'auteur zoologique) décrit Plecotus auritus macrobullaris en 1965, qu'il considère donc être une sous-espèce de l'Oreillard roux (P. auritus), d'après un matériel type provenant du Caucase, près de Vladikavkaz (Ossétie du Nord, Russie). La dénomination subspécifique, « macrobullaris », signifie « à grosses bulles », en référence à la taille des bulles tympaniques plus grandes que chez la sous-espèce nominale de l'Oreillard roux (P. auritus auritus).
À cette époque, dans le reste de l'Europe seuls l'Oreillard roux typique (P. a. auritus) et l'Oreillard gris (P. austriacus) sont reconnus, et ce depuis 1960, année où l'on se met à distinguer P. austriacus de P. auritus. Cette situation prévaut jusqu'au début du XXIe siècle, quand deux lignées génétiques très divergentes sont identifiées chez l'Oreillard roux en Europe de l'Ouest. L'un des clades est attribué au « vrai » P. auritus et l'autre est assigné, mais à tort, à l'Oreillard des Balkans (P. kolombatovici), un taxon décrit de Croatie en 1980 comme sous-espèce de l'Oreillard gris,. Dans la foulée, deux équipes de chiroptérologues allemands décrivent indépendamment cette seconde lignée comme nouvelle espèce, sous les noms de Plecotus alpinus Kiefer & Veith, 2002, à partir d'un spécimen de Ristolas (Hautes-Alpes, France), et Plecotus microdontus Spitzenberger, 2002, à partir d'un spécimen de Lienz (Tyrol, Autriche). La description des deux noms paraît à quelques semaines d'intervalle, Plecotus alpinus ayant de peu la priorité.
En 2003, l'examen de matériel du Caucase et d'Asie mineure à l'aide d'analyses morphologiques et génétiques montre que l'espèce nouvellement décrite des Alpes (sous les noms d'alpinus et de microdontus) est conspécifique avec macrobullaris décrit du Caucase. Ce dernier taxon est alors élevé au rang d'espèce, et Plecotus macrobullaris Kuzjakin, 1965 devient le nom valide de l'espèce selon le principe de priorité du code international de nomenclature zoologique. Malgré les fortes ressemblances morphologiques et acoustiques entre les Oreillards montagnard, roux et gris, les études de génétique des populations conduites sur des zones de contact entre les espèces n'ont pas trouvé de traces d'hybridation récente ou ancienne parmi les trois espèces.

### Sous-espèces
En raison de divergences génétiques marquées entre différentes populations de l'Oreillard montagnard, certains auteurs proposent de distinguer deux sous-espèces, :
- Plecotus macrobullaris alpinus Kiefer & Veith, 2002, dans les Pyrénées et les Alpes, ainsi qu'en Corse ;
- Plecotus macrobullaris macrobullaris Kuzjakin, 1965, dans les Alpes dinariques et les Balkans, en Crète et à l'est jusqu'au Caucase, monts Taurus et monts Zagros.

La zone de contact entre ces deux groupes se situe dans le nord des Alpes dinariques où les deux lignées coexistent ; par exemple, un spécimen de la lignée orientale a été identifié dans le Frioul. Les deux lignées présentent une dissimilarité d'environ 3,4 % de leur mitogénome, correspondant à un temps de divergence de plus d'un million d'années, et à une différence comparable à celle séparant le Zèbre de Grévy (Equus grevyi) du Zèbre de Burchell (Equus quagga), ou plus importante que celle séparant le Putois (Mustela putorius) du Vison de Sibérie (Mustela sibirica). Ces différences n'ont cependant été caractérisées qu'à partir de l'ADN mitochondrial et mériteraient d'être confirmées par l'étude de marqueurs nucléaires. En outre, les analyses crâniométriques effectuées à ce jour ne retrouvent pas la structure est-ouest mise en évidence par la génétique, mais rapprochent d'une part les populations des Alpes (lignée mitochondriale de l'ouest) et celles du Caucase (lignée de l'est), et d'autre part celles des Balkans, de Turquie et de Syrie,. Des analyses de génétique des populations conduites en 2018 ont montré une légère différentiation nucléaire entre les populations d'Oreillard montagnard de Corse et celles des Alpes iséroises et suisses, mais l'étude en question n'incluait pas d'individus de la lignée mitochondriale de l'est.

### Phylogénie
- - « Groupe d'espèces de Plecotus auritus »
    - 
      - 
        - Oreillard roux (P. auritus)
        - Oreillard de Sardaigne (P. sardus)
        - Oreillard montagnard (P. macrobullaris)
        - Oreillard de Ward (P. wardi)

      - 
        - 
          - Oreillard du Japon (P. sacrimontis)
          - 
            - Oreillard de Kozlov (P. kozlovi)
            - Oreillard d'Ognev (P. ognevi)

        - Oreillard de Strelkov (P. strelkovi)

    - Oreillard turkmène (P. turkmenicus)

  - « Groupe d'espèces de Plecotus austriacus »
    - 
      - 
        - Oreillard des Balkans (P. kolombatovici)
        - Oreillard de Tenerife (P. teneriffae)

      - Oreillard gris (P. austriacus)

    - 
      - Oreillard d'Égypte (P. christiei)
      - Oreillard d'Éthiopie (P. balensis)

Dans l'arrangement du genre Plecotus proposé par Spitzenberger et al. (2006), l'Oreillard montagnard appartient au groupe d'espèces de Plecotus auritus. Au sein de ce groupe, l'Oreillard du Turkménistan (P. turkmenicus) semble avoir divergé le premier de toutes les autres espèces. Ces dernières se répartissent en deux clades bien soutenus. Un premier, asiatique, regroupe l'Oreillard du Japon (P. sacrimontis), l'Oreillard de Kozlov (P. kozlovi), l'Oreillard d'Ognev (P. ognevi) et l'Oreillard de Strelkov (P. strelkovi). Le second comprend l'Oreillard roux (P. auritus), l'Oreillard sarde (P. sardus), l'Oreillard montagnard (P. macrobullaris) et l'Oreillard de l'Himalaya (P. wardi). Dans la plupart des analyses, l'Oreillard montagnard est d'abord rapproché de l'Oreillard sarde, l'Oreillard roux formant leur lignée sœur et l'Oreillard de l'Himalaya étant frère des trois autres, mais les nœuds sont statistiquement peu soutenus et les relations de parenté exactes entre les espèces doivent encore être précisées.

## Menaces et conservation
L'Union internationale pour la conservation de la nature considère l'Oreillard montagnard comme de « préoccupation mineure », mais du fait de sa découverte récente le statut de l'espèce est toujours incertain. Dans la Directive « Habitats, Faune, Flore », l'espèce est classée en annexe IV, avec un danger actuellement difficile à estimer, mais elle est vraisemblablement menacée par la destruction de ses gîtes lors de la restauration de bâtiments. L'espèce semble abondante dans plusieurs milieux montagneux, des Pyrénées aux Alpes dinariques en passant par les Alpes, mais les effectifs exacts de même que leurs tendances démographiques sont toujours inconnus. Les analyses de marqueurs nucléaires ayant mis en évidence des différences marquées entre les populations de Corse et celle des Alpes occidentales, celles-ci forment des « unités évolutives significatives » distinctes et méritent possiblement des mesures de conservation propres. Comme l'essentiel des colonies connues dans les Alpes se situent en milieu bâti, et notamment dans les greniers et clochers d'églises qui offrent des abris chauds dans un climat très froid, la conservation et la gestion de ces sites de mise-bas pourraient être localement essentielles pour la préservation de l'espèce. La protection de l'Oreillard montagnard passe également par celle de ses terrains de chasse comprenant des habitats diversifiés (prairies, friches, haies vives, lisières…) qui lui fournissent les lépidoptères constituant l'essentiel de son alimentation.